# Falla eléctrica
Una falla  o una corriente de falla, en un sistema eléctrico de potencia, es una corriente eléctrica anormal. Por ejemplo, un cortocircuito es una falla en el que un cable con corriente está en contacto con un cable neutro o de tierra. Una falla de circuito abierto sucede si un circuito se interrumpe por causa de un defecto en un cable conductor de corriente (fase o neutro), un fusible fundido o un disyuntor. En sistemas trifásicos, una falla puede implicar una fase, más de una fase con la tierra o puede ocurrir solo entre fases. En una «falla a tierra» la corriente fluye hacia la tierra. La presunta corriente de un cortocircuito de una falla predecible se puede calcular en la mayoría de los casos. En sistemas eléctricos de potencia, los dispositivos de protección pueden detectar condiciones de falla e intervenir sobre disyuntores y otros dispositivos para limitar la pérdida del servicio por causa de una avería.
En un sistema polifásico, una falla puede afectar a todas las fases por igual, lo que se denomina una «falla simétrica». Si solo afecta a algunas de las fases, el «sistema asimétrico» resultante deviene un poco más complicado a analizar. El análisis de este tipo de fallas, a menudo, se simplifica si se utilizan métodos como el teorema de las componentes simétricas.
El diseño de los sistemas para detectar e interrumpir las fallas de un sistema de suministro de energía eléctrica es el objetivo principal de las protecciones de un sistema de potencia.

## Falla transitoria
Una falla transitoria es una falla que deja de existir si se desconecta la energía eléctrica durante un corto periodo y luego se restaura. También puede ser una falla de aislamiento que solo afecta temporalmente las propiedades dieléctricas de un dispositivo y que se restauran poco después. Muchas fallas en las líneas eléctricas aéreas son de naturaleza transitoria. Cuando una avería sucede, el equipo que se utiliza para la protección del sistema eléctrico funciona para aislar la zona de la falla. Entonces, la falla transitoria se eliminará y la línea de conducción eléctrica podrá volver al servicio. Entre los típicos ejemplos de fallas transitorias encontramos:
- El contacto momentáneo con un árbol
- El contacto con un pájaro u otro animal
- Un relámpago
- El choque de un vehículo

Los sistemas de transmisión y distribución utilizan una función de cierre automático que se utiliza, por lo general, en las líneas aéreas para intentar restaurar la energía en caso de que ocurriera una falla transitoria. Esta funcionalidad no es tan común en los sistemas subterráneos, ya que las fallas suelen ser de naturaleza persistente. Las fallas transitorias todavía pueden causar daños tanto en el sitio de la falla original o, a medida que se genera la falla, en otra parte de la red eléctrica.

## Falla persistente
Una falla persistente está presente independientemente de la fuerza que se aplica. La mayoría de las fallas en los cables eléctricos subterráneos suelen ser persistentes, debido a daños mecánicos en el cable, pero a veces también pueden ser transitorias, por causa de un relámpago.

## Tipos de falla

### Falla asimétrica
Una falla asimétrica o desequilibrada no afecta a cada una de las fases por igual. Los tipos más comunes de fallas asimétricas y sus causas son:
Falla de línea a línea: un Cortocircuito entre líneas, a causa de la Ionización del aire o por el contacto físico entre líneas, como por ejemplo, debido a un aislante roto. Aproximadamente, entre el 5 % y el 10 % de las fallas de línea de transmisión son fallas asimétricas de línea a línea.
Falla de línea a tierra: un cortocircuito entre la línea y la tierra, la mayoría de las veces por contacto físico, como por ejemplo, debido a un relámpago u otros tipos de daños provocados por las tormentas. Aproximadamente, entre el 65 % y el 70 % de las fallas de línea de transmisión son fallas asimétricas de línea a tierra.
Falla de doble línea a tierra: dos líneas entran en contacto con el suelo (y entre sí), también, la mayoría de las veces, debido a daños provocados por las tormentas. Aproximadamente, entre el 15 % y el 20 % de las fallas de línea de transmisión son fallas asimétricas de doble línea a tierra.

### Falla simétrica
Una falla simétrica o equilibrada afecta a cada una de las fases por igual. Aproximadamente, el 5 % de las fallas de línea de transmisión son fallas simétricas.. Estas fallas, en comparación con las fallas asimétricas, son poco frecuentes. Dos tipos de fallas simétricas son las de línea a línea a línea (LLL) y las de línea a línea a línea a tierra (LLLT). Las fallas simétricas representan del 2 al 5 % de todas las fallas del sistema. Sin embargo, a pesar de que el sistema permanece equilibrado, pueden causar daños muy severos al equipo..

### Falla franca
Un extremo es donde la falla tiene impedancia cero, al dar el máximo de la presunta corriente de cortocircuito. En teoría, todos los conductores están estudiados para estar conectados a la tierra como para un conductor metálico. Esto se conoce como «falla franca». Sería inusual en un sistema eléctrico bien diseñado tener un cortocircuito metálico a tierra, sin embargo y por desgracia, este tipo de fallas pueden suceder. En un tipo de protección de la línea de transmisión, se introduce deliberadamente una «falla franca» para acelerar el funcionamiento de los dispositivos de protección.

### Falla a tierra
Una falla a tierra es cualquier avería que permita la conexión no intencionada de los conductores de circuito eléctrico con la tierra. Tales fallas pueden causar corrientes circulantes desagradables o pueden dar una energía con un voltaje peligroso a la caja del equipo. Algunos sistemas especiales de distribución de energía eléctrica pueden estar diseñados para tolerar una sola falla a tierra y continuar funcionando. En tal caso, los códigos de cableado pueden requerir un controlador permanente de aislamiento para dar una alarma, de manera que la causa de la falla a tierra pueda ser identificada y remediada. Si una segunda falla a tierra aparece en un sistema de este tipo, puede dar lugar a una Sobreintensidad de corriente o a la avería de los componentes. Incluso, en sistemas que normalmente están conectados a tierra para limitar las sobretensiones, algunas aplicaciones requieren un Interruptor diferencial o un dispositivo similar para detectar fallas a tierra.

### Fallas realistas
En realidad, la resistencia en una falla puede ser de casi cero a bastante alta en relación con la resistencia de carga. Si se compara con el caso de impedancia cero, donde la energía es nula, una gran cantidad de energía puede ser consumida en la falla. Además, los arcos son altamente no lineales, por lo que una resistencia simple no es un buen ejemplo. Para hacer un buen análisis se deben considerar todos los casos posibles.

### Falla de arco
Cuando el sistema de voltaje es suficientemente alto, se puede formar un Arco eléctrico entre los conductores del sistema eléctrico y la tierra. En comparación con los niveles normales de funcionamiento del sistema, dicho arco puede tener una impedancia relativamente alta y puede ser difícil de detectar mediante una simple protección contra la sobreintensidad de corriente. Por ejemplo, un arco de varios cientos de amperios en un circuito que normalmente lleva mil amperios puede no hacer saltar los disyuntores de sobreintensidad de corriente, pero sí que puede hacer un daño enorme a los tubos de conducción de corriente o a los cables antes de convertirse en un cortocircuito completo. Los sistemas de energía de uso general, industrial y comercial tienen dispositivos de protección adicionales para detectar corrientes relativamente pequeñas, pero no deseadas, que se escapan a tierra. En una instalación eléctrica residencial, las normativas eléctricas actuales requieren detectores de arco eléctrico en la instalación de circuitos eléctricos. De esta manera, se pueden detectar pequeños arcos antes de que causen daños o un incendio.

## Análisis
Las fallas simétricas se pueden analizar a partir de los mismos métodos utilizados para cualquier otro fenómeno en los sistemas eléctricos de potencia y, de hecho, existen una gran cantidad de herramientas de Software para llevar a cabo este tipo de análisis de forma automática (ver Flujo de potencia).No obstante, existe otro método que es de mayor precisión y suele ser más instructivo.
Primero, se hacen algunas suposiciones de forma esquemática. Se supone que todos los generadores eléctricos del sistema están en fase y funcionan a la tensión nominal del sistema. Los motores eléctricos también pueden considerarse generadores, porque cuando ocurre una falla, por lo general, suministran energía en lugar de extraerla. Entonces, se calculan las tensiones y corrientes para este caso de referencia.
A continuación, se considera que la ubicación de la falla es suministrada con una fuente de tensión negativa, con el mismo voltaje que el caso de referencia, mientras que todas las otras fuentes se establecen a cero. Este método se basa con el Principio de superposición.
Para obtener un resultado más preciso, estos cálculos deben realizarse por separado y para tres intervalos de tiempo distintos:
El primero es el sub transitorio y se asocia con las corrientes más grandes.
El estado transitorio se encuentra entre el estado sub transitorio y el estacionario.
El estado estacionario ocurre una vez que todos los transitorios se hayan podido establecer. 
Una falla asimétrica rompe las suposiciones subyacentes utilizadas en el poder trifásico, es decir, que la carga se equilibra en las tres fases. Por consecuencia, es imposible utilizar directamente herramientas como el diagrama unifilar, donde solo se considera una fase. Sin embargo, debido a la Linealidad de los sistemas de energía eléctrica, es habitual considerar los voltajes y la Corriente eléctrica resultantes como una superposición de componentes simétricos, a la que se le puede aplicar el análisis trifásico.
En el método de componentes simétricos, el sistema de energía eléctrico se considera como una superposición de tres componentes:
Un componente de secuencia positiva, en el que las fases están en el mismo orden que el original, es decir, a-b-c.
Un componente de secuencia negativa, en el que las fases están en el orden opuesto que el original, es decir, a-c-b.
Un componente de secuencia cero, que no es realmente un sistema trifásico, pero en cambio, las tres fases están fase entre sí. Para determinar las corrientes resultantes de una falla asimétrica, primero hay que conocer las impedancias de secuencia por unidad (pu, per-unit en inglés), cero, positiva y negativa de las líneas de transmisión, generadores y transformadores involucrados. Con estas impedancias se construyen tres circuitos por separado.Los circuitos individuales se conectan juntos y siguen un orden específico. Un orden que depende del tipo de falla que se ha estudiado (esto se puede encontrar en la mayoría de los libros de texto de sistemas de energía).Una vez que los circuitos de secuencia se encuentran correctamente conectados, se puede analizar la red a partir de técnicas clásicas de análisis de circuitos. Los resultados de la solución son tensiones y corrientes que existen como componentes simétricos. A continuación, estos resultados se transforman de nuevo en valores de fase al utilizar la matriz A.
Para la selección de dispositivos de protección como los fusibles y los disyuntores es necesario hacer un análisis de la presunta corriente de cortocircuito. Si un circuito está bien protegido, la corriente de falla debe ser lo suficientemente alta para que el dispositivo de protección se active en el menor tiempo posible. Por otro lado, el dispositivo de protección debe ser capaz de soportar la falla de corriente y eliminar cualquier arco como resultado de la falla sin ser destruido o mantener el arco durante un período de tiempo significativo.
Depende de que tipo de sistema de puesta a tierra se utiliza, así como el tipo de suministro de la instalación, el sistema de puesta a tierra y su proximidad al suministro que la magnitud de las corrientes de falla puede diferir mucho. Por ejemplo, para un suministro doméstico en el Reino Unido de 230 V, 60 A TN-S y en Estados Unidos de 120 V/240 V, las corrientes de falla pueden ser de unos pocos miles de amperios. Las grandes redes de baja tensión con múltiples fuentes pueden tener niveles de falla de 300 000 amperios. Un sistema de puesta a tierra de alta resistencia puede limitar la línea a la corriente de falla de tierra a solo 5 amperios. Antes de seleccionar los dispositivos de protección, la presunta corriente de falla se debe medir de forma fiable en el origen de la instalación y en el punto más alejado de cada circuito,  y dicha información se debe emplear correctamente a la aplicación de los circuitos.

## Detectar y localizar las fallas
Las líneas eléctricas aéreas son más fáciles de diagnosticar, ya que el problema suele ser evidente. Por ejemplo, cuando un árbol cae al otro lado de la línea o un poste de servicio se rompe y los conductores se encuentran en el suelo.
La localización de las fallas en un sistema de cable se puede hacer con el circuito sin energía o, en otros casos, con el circuito en funcionamiento. Las técnicas de localización de las fallas se pueden dividir, en líneas generales, en métodos terminales y métodos de trazado. En los métodos terminales se utilizan las tensiones y las corrientes medidas en los extremos del cable y en los métodos de trazado se necesita realizar la inspección a lo largo de la longitud del cable. Los métodos de terminal se pueden utilizar para localizar el área general de la falla, de manera a poder acelerar el rastreo en un cable largo o enterrado.
En sistemas de cableado muy simples, la ubicación de la falla se encuentra a menudo a través de la inspección de los cables. En sistemas de cableado complejos, como por ejemplo, en el cableado aeronáutico, donde los cables pueden estar ocultos, las fallas se localizan con un Reflectómetro de dominio de tiempo. El reflectómetro de dominio de tiempo envía un pulso por el cable y luego analiza el pulso reflejado para identificar las fallas en el cable eléctrico.
Para los cables submarinos destinados al servicio telegráfico se utilizaban galvanómetros sensibles para medir las corrientes de falla. Al hacer pruebas en ambos extremos de un cable defectuoso se podía definir la localización de la falla en unas pocas millas, de manera a poder recuperar el cable y repararlo. Los puentes de Murray y de Varley eran dos tipos de conexiones que se utilizaban para localizar las fallas en los cables.
A veces, una falla de aislamiento en un cable de alimentación no se puede observar cuando las tensiones son muy bajas. A partir de una serie de  pruebas de «fuertes vibraciones» se aplica un pulso de alta energía y alto voltaje al cable. La falla se puede localizar al escuchar el sonido de la descarga en la falla. Aunque este tipo de prueba contribuye a dañar el cable, no deja de ser útil, ya que, de todas maneras, una vez localizado el lugar de la avería, éste se tendrá que volver a aislar.
En un sistema de distribución a tierra de alta resistencia, un tubo de alimentación puede desarrollar una falla a tierra, sin embargo, el sistema continúa en funcionamiento. El alimentador defectuoso, pero con energía, se puede encontrar con un Transformador de corriente con un núcleo de anillo que recoge todos los cables de fase del circuito. Solo el circuito que contiene una falla a tierra mostrará una corriente neta desequilibrada. Para facilitar la detección de la corriente de falla a tierra, la resistencia a tierra del sistema puede conmutarse entre dos valores, de manera a que la corriente de falla de pulsos.

## Baterías eléctricas
La presunta corriente de falla en grandes baterías, como las baterías de ciclo profundo utilizadas en sistemas autónomos de energía, es el fabricante quien la proporciona.
En Australia, cuando no se facilita esta información, la presunta corriente de falla en amperios «debe considerarse 6 veces la capacidad nominal de la batería a C 120 Ah», según AS 4086 parte 2 (apéndice H).